# Valentin Velcea
Valentin Velcea (n. 5 septembrie 1973, Sadova, România) este un fost fotbalist, actualmente director tehnic la ACS Poli Timișoara.

## Cariera de jucător
Velcea și-a început cariera ca fotbalist la Timișoara, unde și-a făcut un nume, jucând la FC Politehnica Timișoara. El a fost un mijlocaș foarte tehnic cu multe pase de gol reușite și șuturi de la distanță.
De-alungul carierei a stat cel  mai mult la FC Politehnica Timișoara, transferându-se în 1999 la Gloria Bistrița și revenind în 2004 la Timișoara. El s-a retras în 2006, în urma unor mari schimbări impuse de Gheorghe Hagi.

## Cariera de antrenor
Velcea este antrenor din 2006. Din 2006 până în 2010 a fost antrenor secund la FC Politehnica Timișoara, când a devenit antrenor principal. 
El are în palmares două finale ale Cupei României, pierdute cu 2-0 împotriva Rapid București pe teren propriu, respectiv 3-0 împotriva CFR Cluj pe Stadionul Tudor Vladimirescu.
De asemenea FC Politehnica Timișoara a terminat pe locul 2 în Liga I 2010-2011. Echipa a nu a primit licența și a fost retrogradată în Liga a II-a. Dušan Uhrin, Jr. a plecat, și Velcea a revenit la echipă, unde a terminat pe primul loc, dar nici de această dată nu au primit licența. Echipa s-a desființat, dar el a continutat la succesoarea echipei, ACS Poli Timișoara, cu care a promovat în Liga I 2013-2014. În luna octombrie 2013, Velcea a fost demis și a continuat la club ca director tehnic.

### Statistici ca antrenor
La 8 octombrie 2013.
| Echipa                   | Nat     | Din            | Până în           | Record | Record | Record | Record | Record | Record | Record |
| Echipa                   | Nat     | Din            | Până în           | G      | W      | D      | L      | GF     | GA     | Win %  |
| ------------------------ | ------- | -------------- | ----------------- | ------ | ------ | ------ | ------ | ------ | ------ | ------ |
| FC Politehnica Timișoara | România | 1 aprilie 2007 | 26 mai 2007       | 13     | 7      | 1      | 5      | 16     | 16     | 53,85  |
| FC Politehnica Timișoara | România | 10 iunie 2009  | 18 octombrie 2009 | 2      | 0      | 0      | 2      | 0      | 4      | 0      |
| FC Politehnica Timișoara | România | 4 august 2011  | 30 iunie 2012     | 34     | 21     | 9      | 4      | 60     | 21     | 61,76  |
| ACS Poli Timișoara       | România | 15 august 2012 | Prezent           | 34     | 15     | 12     | 7      | 47     | 30     | 44,12  |
| Total                    | Total   | Total          | Total             | 83     | 43     | 22     | 18     | 123    | 71     | 51,81  |

## Legături externe
- Profil pe romaniansoccer
- Profil pe transfermarket